# Сентро Ладриљеро Зона Сур (Чивава)
Сентро Ладриљеро Зона Сур (шп. Centro Ladrillero Zona Sur) насеље је у Мексику у савезној држави Чивава у општини Чивава. Насеље се налази на надморској висини од 1450 м.

## Становништво
Према подацима из 2005. године у насељу су живела 3 становника.

### Хронологија
| Година       | 2000        | 2005 |
| ------------ | ----------- | ---- |
| Становништво | 17 (10 / 7) | 3    |

### Попис
| # | Индикатор                        | Вредност |
| - | -------------------------------- | -------- |
| 1 | Укупно појединачних домаћинстава | 1        |